# 諏訪栄町
諏訪栄町（すわさかえまち）は、三重県四日市市の町名。2010年10月1日現在の面積は0.1300967km2。
三重県最大の商業集積地域であり、四日市市の中心繁華街を形成している。

## 地理
四日市市東部、四日市市中心市街地に位置する。近鉄四日市駅の東口にあたり、全蓋式アーケード付きの商店街が形成されている。商店のほか、宿泊施設や飲食店、遊技場などもある。1983年（昭和58年）発行の『四日市地域商業近代化地域計画報告書』では諏訪栄町北西部が「飲食娯楽ゾーン」、南部が「総合的商業ゾーン」に位置づけられている（北東部は諏訪公園である）。旧東海道が中心を通り、現在も東側で国道1号と接している。
北は西新地、東は中部・諏訪町、南は浜田町、西は安島一丁目と接する。北西角で西浦一丁目と一点で接する。

## 歴史

### 戦前まで

#### 江戸時代
現在の諏訪栄町に相当する地域は、江戸時代には三重郡に属し、四日市町（四日市宿）および浜田村にまたがっていた。江戸時代のほとんどの時期には天領であったが、享保9年（1724年）から享和元年（1801年）までの間は大和国郡山藩の配下にあった。四日市町はさらに細分化されており、諏訪栄町に相当する地域は西町と南町であった。四日市宿は現在の諏訪栄町北部にある諏訪神社付近が中心であった。
西町は戦国時代には市場町の四日市場への西の入り口として「西の口」と呼ばれていたが、四日市町が宿場町として発達するに伴い西町に改称した。宿場町の業務としては3年に一度、御案内迎番を担当したが、寛政4年（1792年）以降は、3年に一度、御宿の詰番の担当に変わった。また、4月と8月の二条城・大坂城の大御番衆交代による四日市宿往来の際には、竪町とともに詰番をした。
南町は弘治・永禄（1555年 - 1570年）頃には「南市場」と称していたが、四日市の宿場町としての性格が強くなるに従い、寛文3年（1663年）に南町に改称した。南町は四日市宿の中核をなし、問屋場が設置されたほか、四日市宿の御宿の詰番を担当した。
浜田村は、江戸時代には新田開発が盛んに行われた農村である一方、四日市町に連なって町場の景観も見られた。

#### 近代

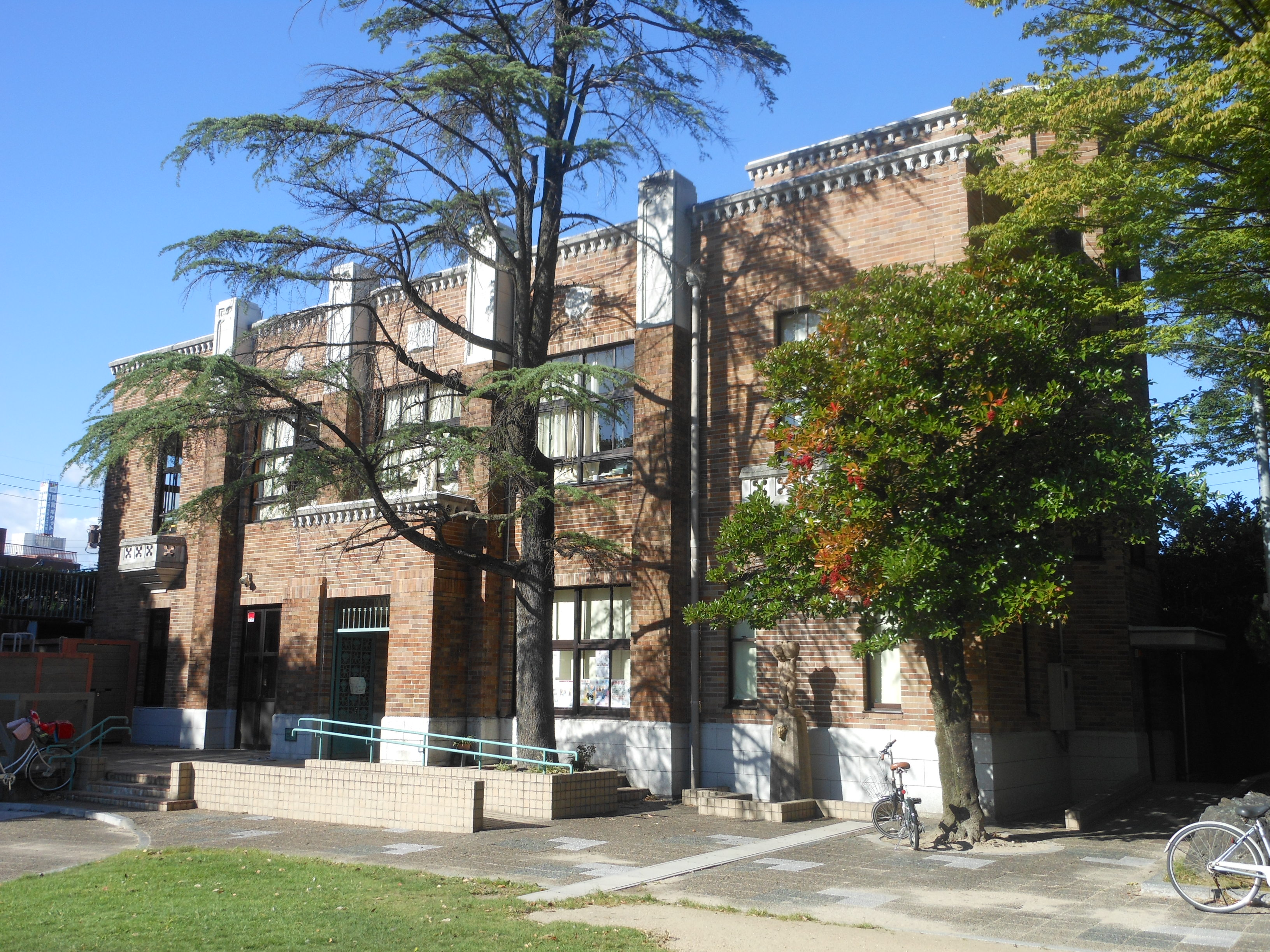
旧四日市市立図書館（すわ公園交流館）

1906年（明治39年）春に、日露戦争の戦勝記念に諏訪神社の所属公園として、「保光苑」が開園した。保光苑は面積1,206坪の公園であったが、1908年（明治41年）4月1日に四日市市の所有となり、1914年（大正3年）11月に142坪拡張、さらに翌1915年（大正4年）に大正天皇の即位を記念した事業として再拡張し、1916年（大正5年）1月に「諏訪公園」に名を改めた。拡張費用は10,978円で、同年6月に四日市市立図書館が開館、7月には演舞場・小動物苑が設置され、南町にあった旧本陣を園内に移し「行幸記念館」として開館・保存した。1934年に市民壇が設置される(1990年に南部丘陵公園に移設)。
諏訪公園は園内の市立図書館とともに市民の憩いの場となったが、1945年（昭和20年）6月18日夜の四日市空襲によって、鉄筋コンクリート赤レンガ造りの図書館を残して皆失われた。なお焼失を免れた図書館の建物は、戦災以降、市立四日市病院に転用されることとなり、1948年（昭和23年）3月に図書館に返還された。
交通面では、1913年（大正2年）に三重軌道（後に三重鉄道）が諏訪前駅を、四日市鉄道が諏訪駅を相次いで開業させた。諏訪駅と四日市市駅（鉄道省四日市駅前）の区間は両鉄道が営業していたが、1928年（昭和3年）1月に廃線となり、代替交通として、四日市市で初めての路線バスが設定された。

### 戦後

#### 闇市から商業地へ
第二次世界大戦終結直後は諏訪駅周辺の焼け跡や諏訪神社前に闇市が立ち、伊勢新聞の1945年（昭和20年）11月24日付の報道によれば、法外な値段で鼻緒のない下駄、一升鍋、アルミニウム製のバケツや杓子、フライパン、ゴム紐、万年筆などが売られていた。これに対して四日市市警察と経済調査庁は闇市などの闇取引を断固として取り締まったが、当時の市民や市の収入役は闇取引がなければ生きていけなかったと手記などに書き留めている。1950年（昭和25年）になると、復興都市計画事業が本格的に始まり、1952年（昭和27年）には現在の中央通りで講和記念全日本農機具・新日本産業大博覧会（四日市大博覧会）が開催された。焼け野原から復興した諏訪駅前から諏訪公園周辺には歓楽街が形成された
1956年（昭和31年）9月、日本国有鉄道（国鉄）四日市駅と併設されていた近畿日本鉄道四日市駅が諏訪駅と統合、現在地に「近畿日本四日市駅」（現在の近鉄四日市駅）として開業した。また三重交通は近鉄四日市駅前にバスセンターを設け、市内10路線すべてを近鉄四日市駅前発着とした。これに伴い、1年前まで野原であったところに鉄筋3階建ビルを含む商店街が形成され、会社の出張所も次々と進出した。同時期施行の売春防止法による歓楽街としての機能衰退も商店街化を推進する力となった。1965年（昭和40年）には短絡により廃線となったところに四日市一番街商店街が完成し、三重県で1番のアーケード商店街となった。一方、国鉄前の商店街の人通りは従前の3分の1となる1万人に減少、売上も3割減となり、打開策として名古屋市の丸栄百貨店の誘致が浮上した。
これに対して近鉄百貨店が1957年（昭和32年）6月に近鉄四日市駅前に進出計画を表明、地元の四日市岡田家が小売業を代々経営していた岡田屋（後のジャスコ、現在のイオン）が近鉄駅前の店舗を拡張し、百貨店として申請を提出するなど、激しい百貨店開店争いが展開された。後に丸栄は進出を取りやめ、当初近鉄百貨店と岡田屋の開店に難色を示した四日市商工会議所も譲歩し、岡田屋（後のジャスコ四日市店）が1959年（昭和34年）11月、近鉄百貨店が1960年（昭和35年）6月に開店した。

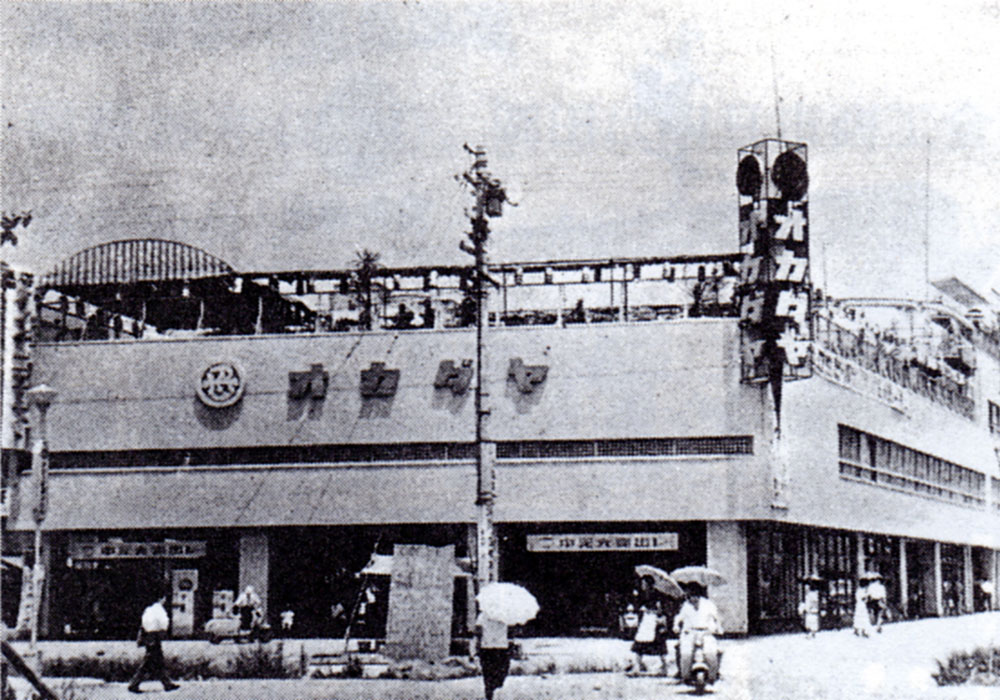
オカダヤ四日市店
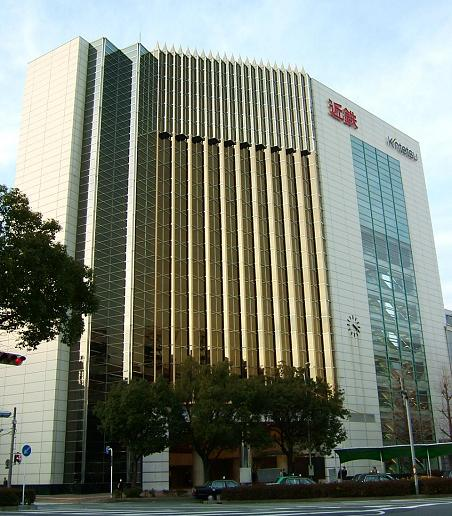
近鉄百貨店四日市店

#### 諏訪栄町の成立と変容
1963年（昭和38年）、新町名・諏訪栄町が成立し、1969年（昭和44年）に一部が分離して安島一丁目となった。1973年（昭和48年）7月、長い間諏訪公園にあった四日市市立図書館が久保田一丁目に新築移転した。この年の10月には1971年（昭和46年）12月から進められていた近鉄四日市駅高架化工事が完了、近鉄線によって東西に分割されていた四日市中心市街地が道路で結ばれた。
以上のように成長を遂げてきた諏訪栄町であったが、名古屋駅前の大型店や郊外地区幹線道路への大型商業施設の進出に伴い、商業地区間の競争が激化してきた。既に1983年（昭和58年）発行の『四日市地域商業近代化地域計画報告書』では四日市市の商業吸引力の低下を指摘し、小売商業力は三重県最大の人口を持ちながら、津市・伊勢市・松阪市・桑名市・上野市（現・伊賀市）・尾鷲市に比しても下回っていると述べている。近鉄四日市駅西口の松坂屋四日市店が2001年（平成13年）に閉店、翌2002年（平成14年）には諏訪栄町にあったイオングループの象徴的な店舗・ジャスコ四日市店が閉店し、中心市街地の空洞化が懸念されている。一方、都心回帰により高層マンションの進出が見られるようになった。
2003年（平成15年）1月、旧四日市市立図書館が日本の登録有形文化財となる。そして同年、8月22日にすわ公園交流館として開館した。2010年（平成22年）4月4日、町内のグリーンモール商店街で三重県ご当地グルメ大会を開催し、地元の四日市とんてきが優勝を果たした。2011年（平成22年）12月16日、三重県警察の三重県内一斉特別警戒日に合わせ、三重県知事の鈴木英敬や四日市市長の田中俊行らが諏訪栄町を視察した。
2023年（令和5年）度から諏訪栄町配水支管経年管布設替工事など大型公共工事が本格化。これに先立ち利権やトラブルに付け込んだ暴力団などによる不当要求が起こる恐れがあるとして「四日市市中心市街地再開発にかかる市建設工事等不当要求等防止協議会」が設立された。また2025年（令和7年）には三重県暴力団排除条例が改正され、暴力団排除特別強化地域が諏訪栄町に設定（市内には他にも設定区域あり）。特定営業者（風営店、飲食店等）と暴力団員との間での禁止行為（みかじめ料の支払い、受取）などが禁止され、罰則規定が設けられた。

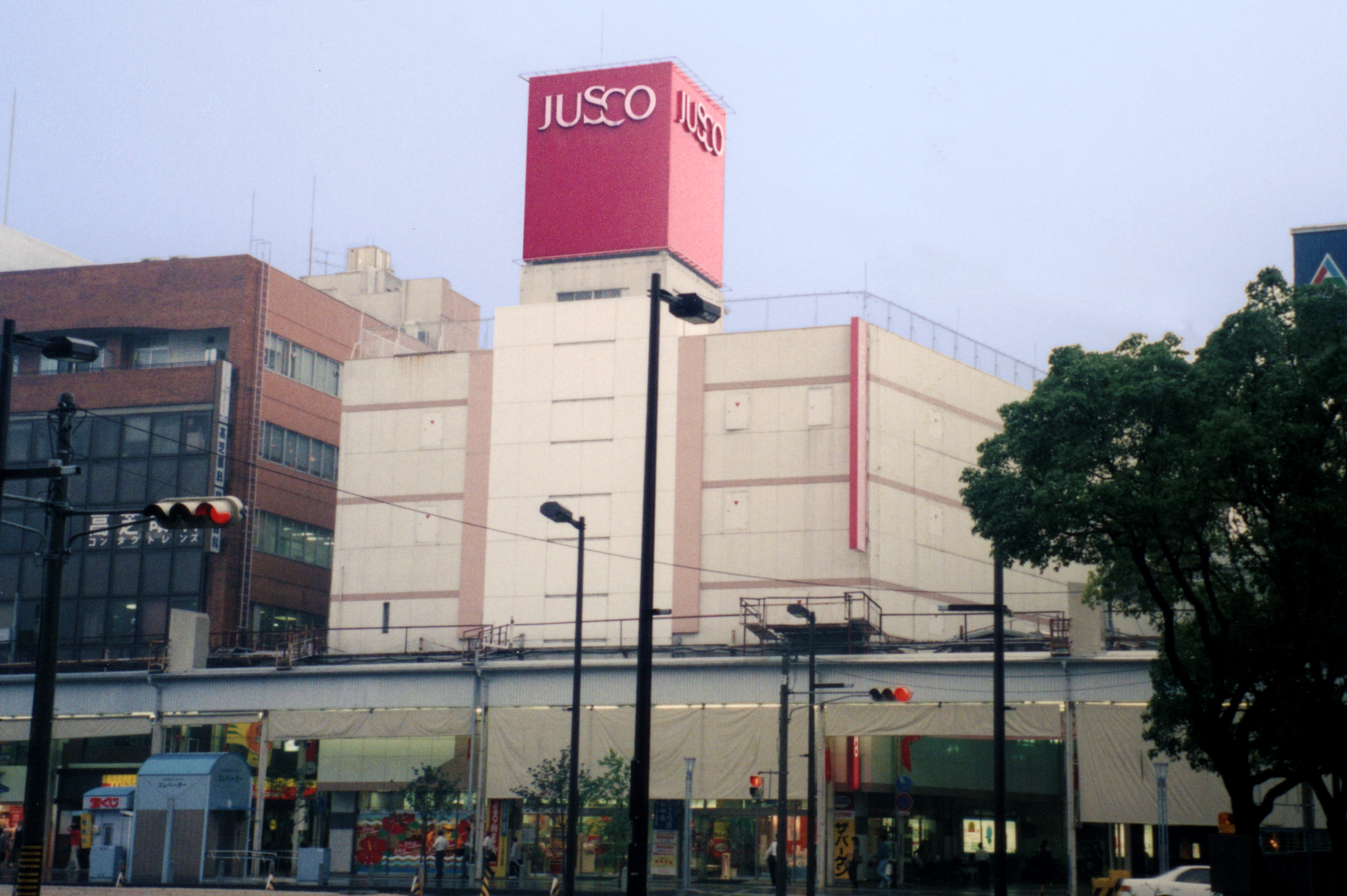
ジャスコ四日市店

### 沿革
- 1889年（明治22年）4月1日 - 町村制の施行により、三重郡四日市町四日市（西町・南町）、浜田となる。
- 1897年（明治30年）8月30日 - 市制の施行により、四日市市四日市（西町・南町）、浜田となる。
- 1963年（昭和38年） - 住居表示の導入により、四日市市諏訪栄町となる。
- 1969年（昭和44年） - 諏訪栄町の一部が分離し、安島一丁目となる。

### 地名の由来
近鉄諏訪駅のあった頃より、四日市市で一番の繁華街として栄えていたことによる。

### 町名の変遷
| 実施後   | 実施年月日               | 実施前（各大字ともその一部）               |
| -------- | ------------------------ | ------------------------------------------ |
| 諏訪栄町 | 1963年（昭和38年）5月1日 | 四日市市四日市（西町・南町）、四日市市浜田 |

## 世帯数と人口
2019年（令和元年）7月1日現在の世帯数と人口は以下の通りである。
| 町丁     | 世帯数  | 人口  |
| -------- | ------- | ----- |
| 諏訪栄町 | 411世帯 | 688人 |

### 人口の変遷
1970年以降の人口の推移。なお、1995年以後は国勢調査による推移。
| 1970年（昭和45年） | 1,316人 | [ 26 ]     |  |
| 1980年（昭和55年） | 803人   | [ 2 ]      |  |
| 1995年（平成7年）  | 460人   | [ WEB 9 ]  |  |
| 2000年（平成12年） | 394人   | [ WEB 10 ] |  |
| 2005年（平成17年） | 356人   | [ WEB 11 ] |  |
| 2010年（平成22年） | 465人   | [ WEB 12 ] |  |
| 2015年（平成27年） | 485人   | [ WEB 13 ] |  |

### 世帯数の変遷
1970年以降の世帯数の推移。なお、1995年以後は国勢調査による推移。
| 1970年（昭和45年） | 316世帯 | [ 26 ]     |  |
| 1980年（昭和55年） | 270世帯 | [ 2 ]      |  |
| 1995年（平成7年）  | 187世帯 | [ WEB 9 ]  |  |
| 2000年（平成12年） | 173世帯 | [ WEB 10 ] |  |
| 2005年（平成17年） | 161世帯 | [ WEB 11 ] |  |
| 2010年（平成22年） | 241世帯 | [ WEB 12 ] |  |
| 2015年（平成27年） | 274世帯 | [ WEB 13 ] |  |

## 学区
市立小・中学校に通う場合、学区は以下の通りとなる。
| 番・番地等 | 小学校                 | 中学校               |
| ---------- | ---------------------- | -------------------- |
| 全域       | 四日市市立中部西小学校 | 四日市市立中部中学校 |

## 商店街の特色

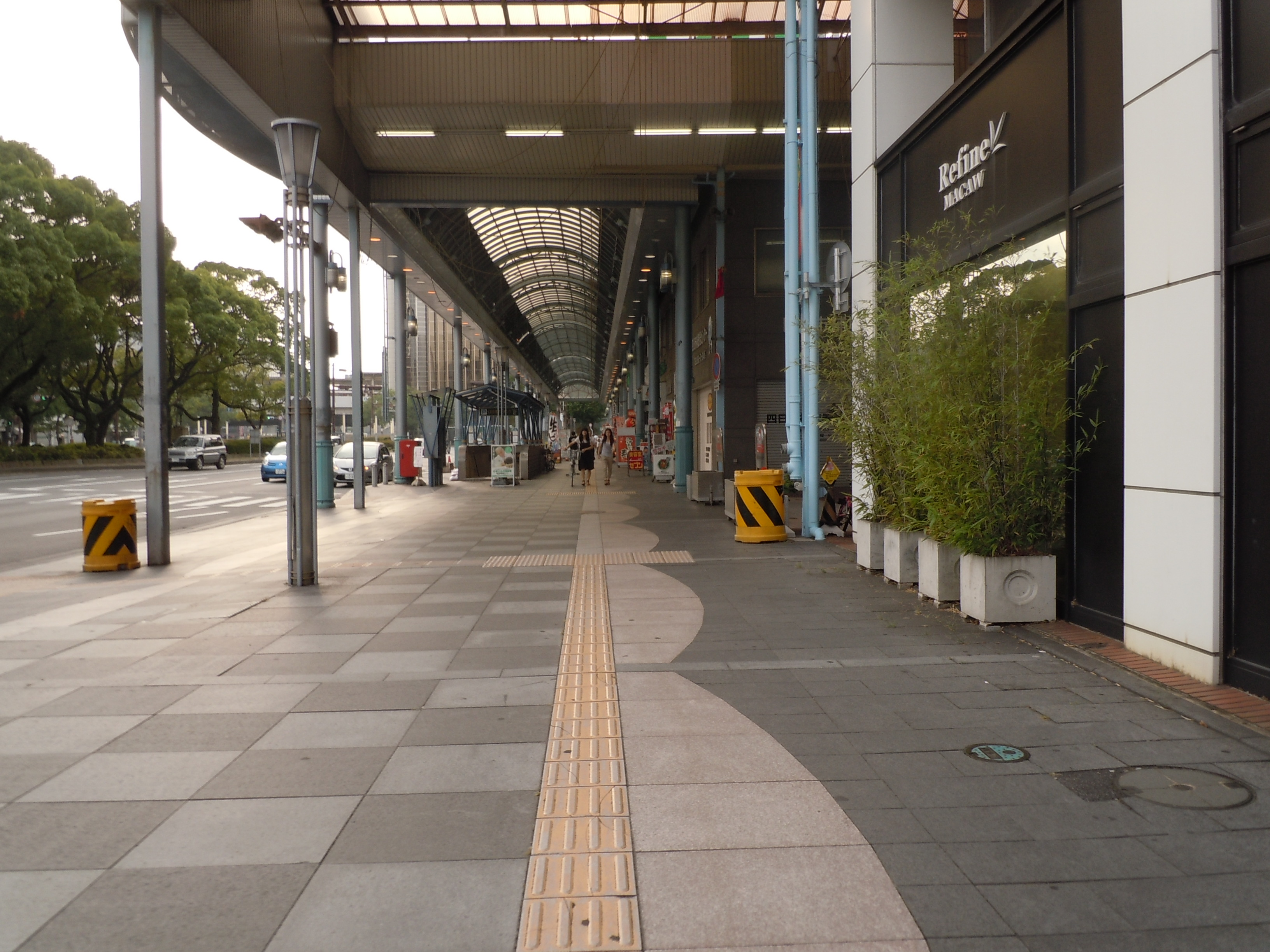
諏訪栄町の商店街

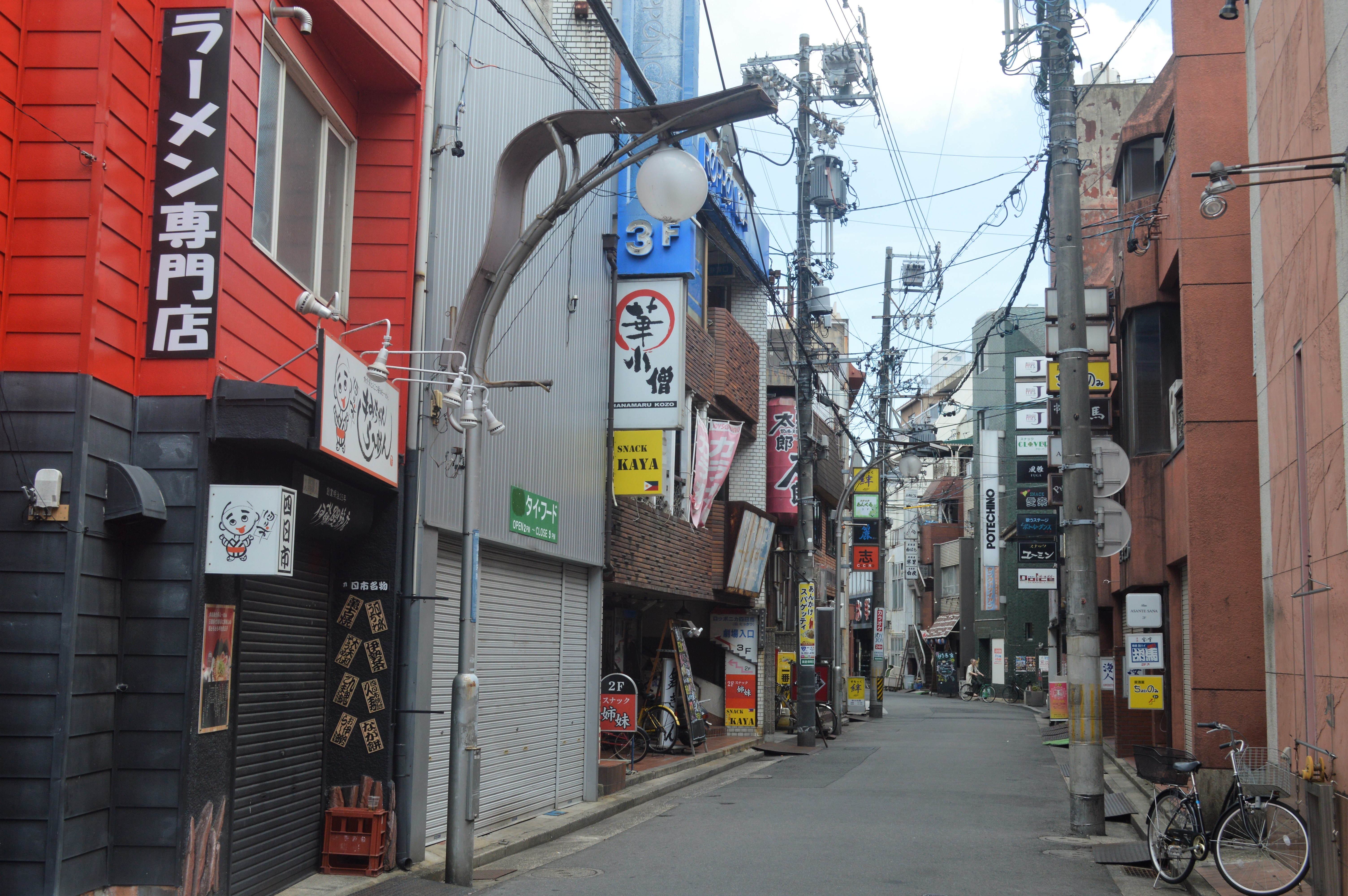
諏訪西商店街

1989年（平成元年）7月2日と7月9日に四日市大学の渡邊明と同学および名城大学の学生延べ70人が諏訪栄町と名古屋市の大須で行った来街者調査によれば、諏訪栄町の商店街をほぼ毎日訪れる人は所要時間30分以内では90%に達し、大須商店街と比較すると狭い範囲から来街している傾向が見られた。来街理由は遊びや何となくとする人が多く、交通手段は20代から40代で自動車利用の割合が高く、滞在時間は半数以上が1時間以上滞在していることが明らかになった。なお、諏訪栄商店街の評価は大須商店街に比べ「普通」とする人の割合が高かった。

## 交通

### 鉄道
近鉄四日市駅（所在地は安島一丁目）が最寄駅である。

### 路線バス
近鉄四日市駅バス乗り場
- ■三重交通（四日市営業所管内）
- ■三岐鉄道バス
- ■四日市市自主運行バス

### 道路
- 国道1号 - 諏訪栄町の東端を通る。
- 一番街通り - 旧近鉄線路跡。四日市市を代表する商店街となっている[2]。
- 公園通り - 諏訪公園に通じる通りで、商店街となっており、20店からなる公園通り発展会が組織されている[WEB 15]。
- すずらん通り - 商店街となっている[WEB 16]。すずらんの形をしたシャンデリアが設置されている[WEB 16]。
- 中央通り - 諏訪栄町の南端を通る四日市市道。1989年（平成元年）の『四日市市都市景観ガイドプラン』では四日市中央都市軸（シンボルストリート）と位置づけられている[3]。
- 諏訪前通り
- 諏訪西通り
- 諏訪栄通り

## 施設
| - 近鉄百貨店四日市店 - 四日市スターアイランド - 近鉄四日市駅前郵便局 - 四日市一番街商店街 - 四日市二番街商店街 - 四日市三番街商店街 | - 四日市シティホテル - 四日市アーバンホテル - 百五銀行四日市駅前支店 - 百五証券四日市支店 - みずほ証券四日市支店 - 岡三証券四日市支店 | - 野村證券四日市支店 - 河合塾四日市現役館 - eisu四日市駅東口校 - 諏訪公園 - すわ公園交流館 - 四日市南警察署諏訪交番 |

## 史跡

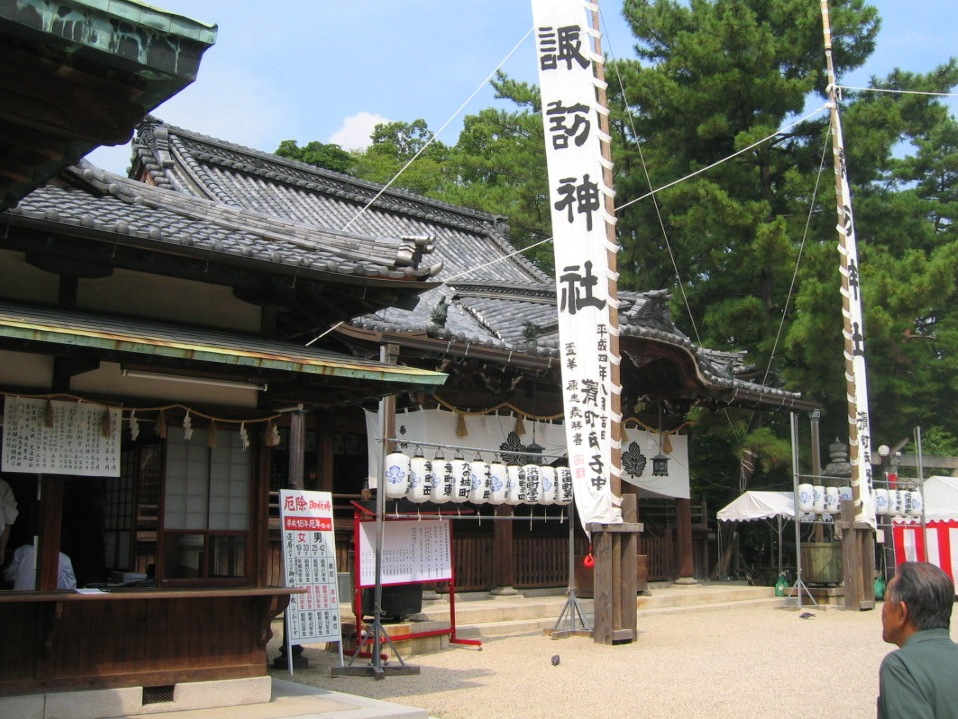
諏訪神社

- 諏訪神社
- 旧四日市市立図書館

## 出身者
- 玉井兄弟 - 民間飛行家

## その他

### 日本郵便
- 郵便番号 : 510-0086[WEB 3]（集配局：四日市郵便局[WEB 17]）。